# Kapela sv. Marije Magdalene u Krapinskim Toplicama
Kapela sv. Marije Magdalene   je rimokatolička građevina u gradu Krapinske Toplice, zaštićeno kulturno dobro.

## Opis dobra
Kapela Svete Marije Magdalene nalazi se na brdu Strmec (drugi naziv za taj dio brda je Zašat) istočno od središta naselja Krapinske Toplice. Podignuta je 1874. na mjestu stare drvene kapele koja se spominje u kanonskoj vizitaciji 1639. g. Nepravilnog je tlocrta u obliku pravokutnika koji prelazi u izduženo trostrano svetište. S kapelom je spojena sakristija. U središnjoj osi glavnog pročelja je ulaz s dva bočna prozora. Elementi oblikovanja svjedoče u prilog pučkom amaterskom ostvarenju koje nema arhitektonsku, već samo crkveno-povijesnu vrijednost. Zidovi i krov nalikuju na pučku stambenu arhitekturu, samo zvonik upućuje na sakralnu funkciju građevine. Kapela je ipak volumenom primjerena ambijentu s kojim je srasla. Kapelicu Sv. M. Magdalene, zaštitnice mjesta, dali su sagraditi Gustav Ožegović i njegova žena Ivana, rođ. Paszthory, godine 1877. Nakon smrti oboje su sahranjeni u lijevom, vjerojatno dograđenom dijelu kapelice.

## Zaštita
Pod oznakom Z-2091 zavedena je kao nepokretno kulturno dobro – pojedinačno, pravnog statusa zaštićena kulturnog dobra, klasificirano kao "sakralna graditeljska baština".